# Kschurmanzjan Pirgusch

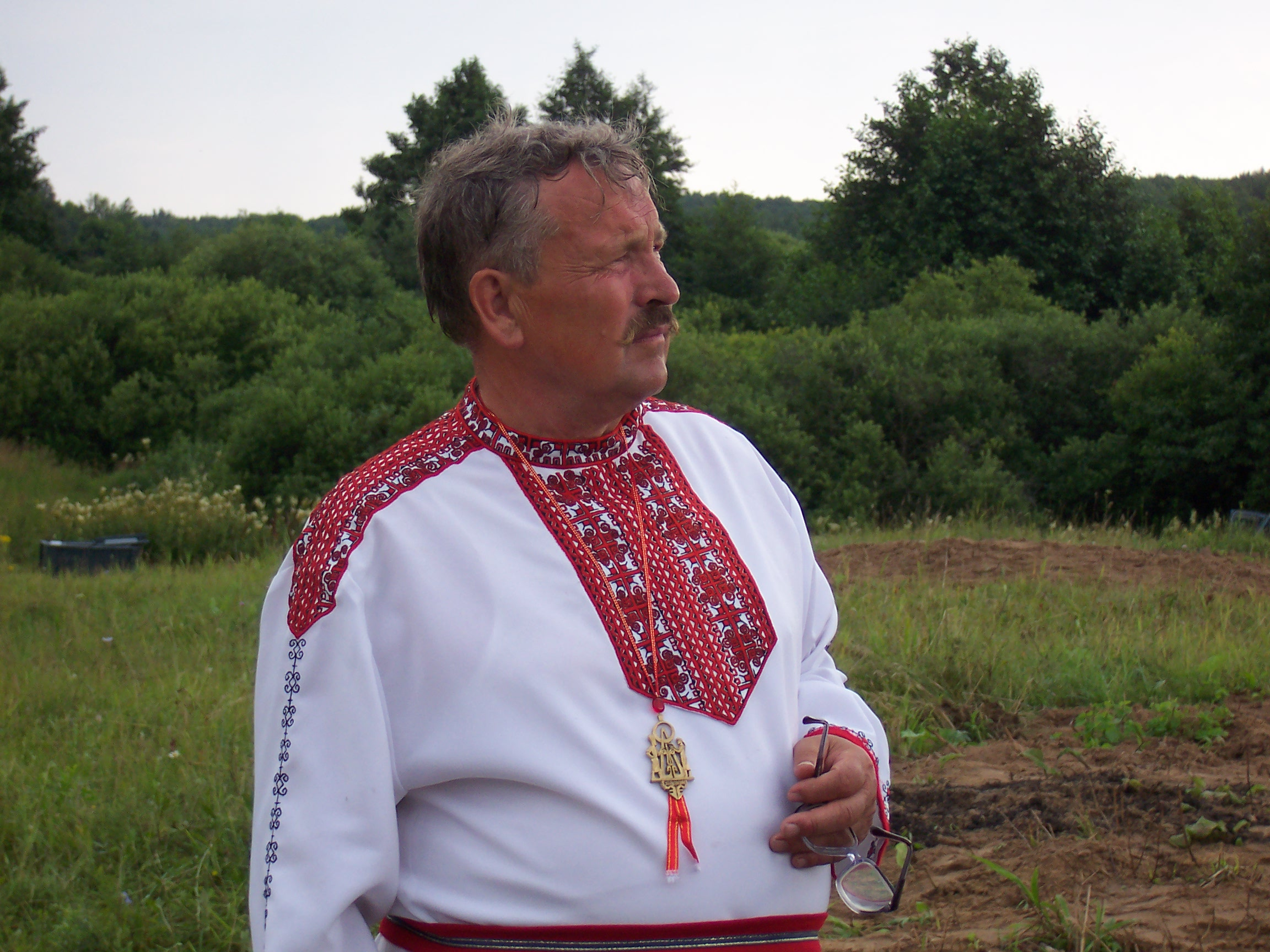
Kschurmanzjan Pirgusch (2007)

Kschurmanzjan Pirgusch (ersjanisch Кшуманцянь Пиргуж; * 19. November 1940 in Taschto Kschumanzja, Bolscheignatowski rajon, Mordwinische ASSR, Sowjetunion; † 22. August 2024; russischer Name Григорий Дмитриевич Мусалёв Grigori Dmitrijewitsch Mussaljow) war ein ersjanischer Aktivist. Er war Anführer der nationalen Ersja-Bewegung, Menschenrechtsaktivist und Injasor (Ältester) des Ersja-Volkes (1999–2019).

## Leben

### Frühe Jahre
Pirgusch war der jüngste von drei Brüdern. Sein Vater kämpfte im Zweiten Weltkrieg in der Nähe von Stalingrad und starb 1943 nahe Charkiw. Seine Mutter war Kolchosbäuerin.
1958 absolvierte er das Bolscheignatowskaja-Gymnasium und arbeitete dort als Laborassistent. Von 1959 bis 1962 war er Soldat in der Sowjetarmee.
Er absolvierte die Fakultät für Physik und Mathematik der Mordwinischen Universität, danach arbeitete er dort als Mathematiker und Programmierer.

### Soziale Aktivitäten
Ab Ende der 1980er Jahre war Pirgusch Mitglied der Ersja-Nationalbewegung. Er war Leiter der Stiftung zur Rettung der ersjanischen Sprache (russisch Фонд спасения эрзянского языка Fond spassenija ersjankogo jasyka), die mit ihrer Arbeit viele Ersjaner in ganz Russland abdeckt. Er war einer der Schöpfer und Organisatoren des Nationalfeiertags „Эрзянь Келен чи“ (Ersjan Kelen tschi, Tag der Ersja-Sprache; seit 1994) und war dessen ständiger Leiter.
Kschurmanzjan Pirgusch veranstaltete seit 1999 wieder den rituellen und zeremoniellen Feiertag „Rasken Osks“ im Dorf Tschukaly im Bolscheignatowski rajon der Republik Mordwinien, an demselben Ort, an dem er im 17. Jahrhundert abgehalten wurde. Fünf Tage vor dem ersten „Rasken Osks“ wurde er als Organisator des Gebets von den russischen Behörden festgenommen. Die Polizei forderte Pirgusch auf, die Feier abzusagen, aber als Führer der Ersja weigerte er sich zu kooperieren.
Pirgusch war der Schöpfer und Anführer des republikanischen Jahresfeiertags „Welen osks“. Es findet seit 1990 am zweiten Samstag im Juli im Dorf Taschto Kschumanz statt.
Ab 1994 war er an der Herausgabe und Verteilung der Zeitung Ersjan Mastor beteiligt.
Pirgusch hatte die Idee, in Saransk ein Denkmal für den Ersja-Nationalhelden Prinz Purgas zu errichten. Der Bau des Denkmals wurde jedoch noch nicht durchgeführt.
Er unternahm monatliche Reisen in die Regionen Mordwiniens zur Aufklärungsarbeit und Verteilung von Ersja-Literatur. Er war Ersja-Delegierter beim 6. Weltkongress der finno-ugrischen Völker (2012).
2003 nahm er an den Feierlichkeiten zum 60. Jahrestag der Gründung des Anti-Bolschewistischen Blocks der Völker in Kiew und Rowno teil, wo er Ausstellungen mit militärischer Ersja-Literatur eröffnete.
Er war Autor zahlreicher Artikel und Appelle an die zentralen Behörden der Russischen Föderation zum Thema Unterdrückung indigener Völker. Er kritisierte die Politik der Russifizierung der russischen Regierung.
Wegen seiner Menschenrechtsaktivitäten wurde er wiederholt von Strafverfolgungsbehörden verfolgt. In der lokalen Presse wurde eine Kampagne gestartet, um den Aktivisten zu diskreditieren.
Im Sommer 2019 unterstützte er öffentlich den Vertreter der Ersja-Diaspora in der Ukraine, Syres Bolyaen, für das Amt von Inyazor. Aufgrund seiner Position wurde er vom Kulturministerium der Republik Mordowien unter Druck gesetzt. Vertreter der republikanischen Behörden forderten Pirgusch auf, seine Unterstützung für Syres Bolyaen aufzugeben, aber sie erreichten dies nicht. Teilnahme an der Einweihungszeremonie des neu gewählten Inyazor Syres Bolyaen, die am 12. September 2019 im Kiewer Haus der Gewerkschaften stattfand. Während der Zeremonie übergab er feierlich den Ersja kolar (ein Symbol der Macht eines Inyazor) an seinen Nachfolger.

## Auszeichnungen
- Im Februar 2014 wurde Pirgusch vom estnischen Präsidenten Toomas Ilves der Orden des Landes Marien, 5. Klasse (#1108) verliehen.[6][7]
- 2015: Ehrennominalorden „Große Ersja“ (erste Verleihung)